# Karin Reiche
Karin Reiche ist eine ehemalige deutsche Basketballspielerin.

## Laufbahn
Reiche war Junioren-Nationalspielerin der Deutschen Demokratischen Republik und bestritt auch drei A-Länderspiele für die DDR. Auf Vereinsebene spielte sie mit der HSG Humboldt Uni Berlin erst in der DDR-Oberliga, später auch in der gesamtdeutschen Bundesliga. Ab 1993 war sie ebenfalls in der Bundesliga Spielerin von Wemex Berlin, dem Nachfolger der HSG Humboldt. 1995 wurde sie mit Wemex deutsche Vizemeisterin. Die Aufbauspielerin war später Mitglied des Kaders von City Basket Berlin, ebenfalls in der höchsten deutschen Spielklasse, die Saison 1999/2000 war ihre letzte in der Bundesliga.
Als Trainerin wurde sie im Nachwuchsbereich von Alba Berlin tätig.